# المساعدة القانونية للمرأة

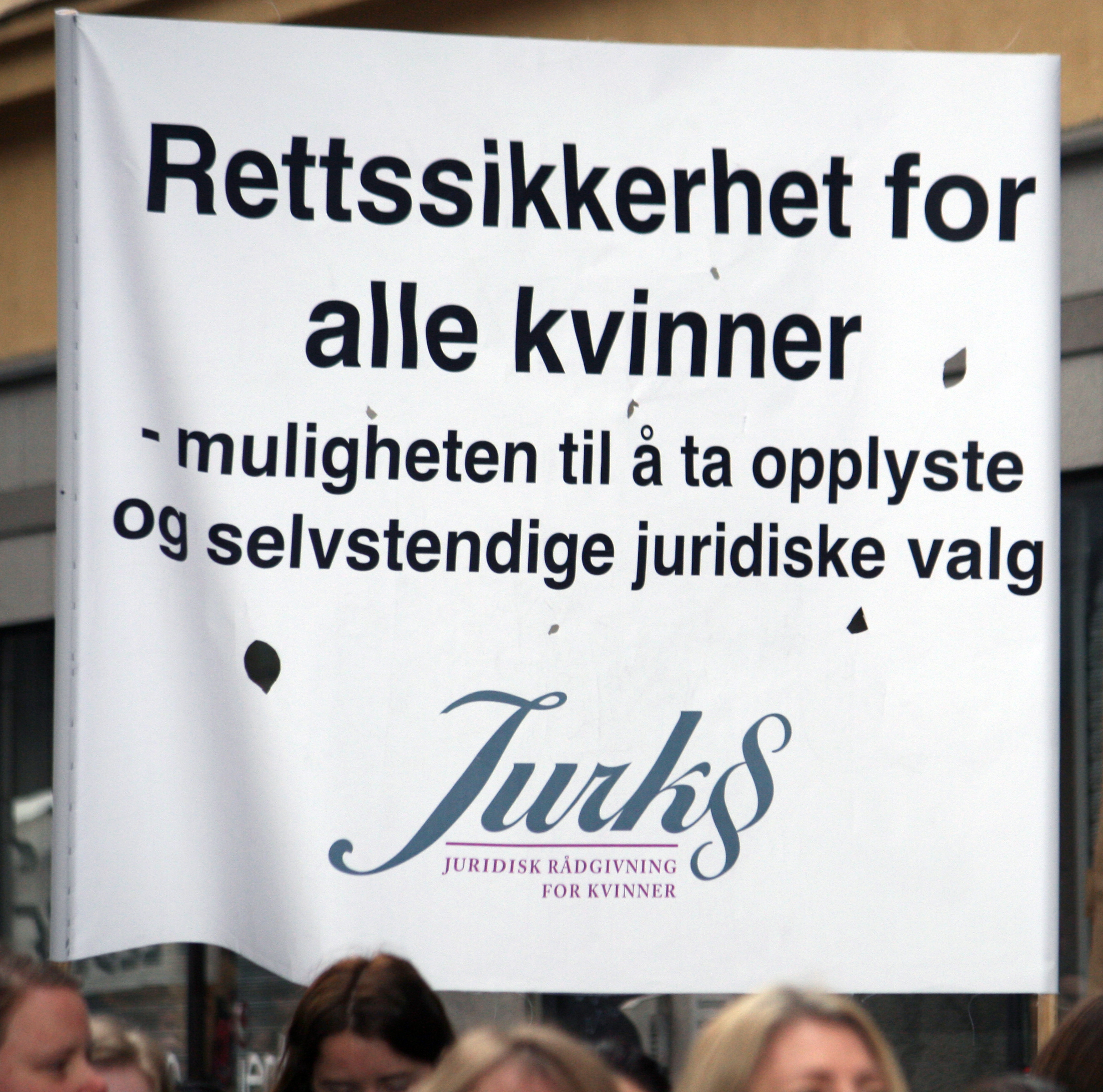

المساعدة القانونية للمرأة (النرويجية: Juridisk rådgivning for kvinner; JUR) هي مؤسسة نرويجية غير ربحية تقدم المشورة القانونية للمرأة على أساس تطوعي ومجاني، ومؤسسة فكرية تركز على المسائل المتعلقة بالمرأة والقانون.
وهي تابعة لكلية الحقوق بجامعة أوسلو. تأسست في عام 1974. وهي عضو في الأمانة العامة للمرأة النرويجية ومنتدى المرأة والتنمية.